# Walter Biel

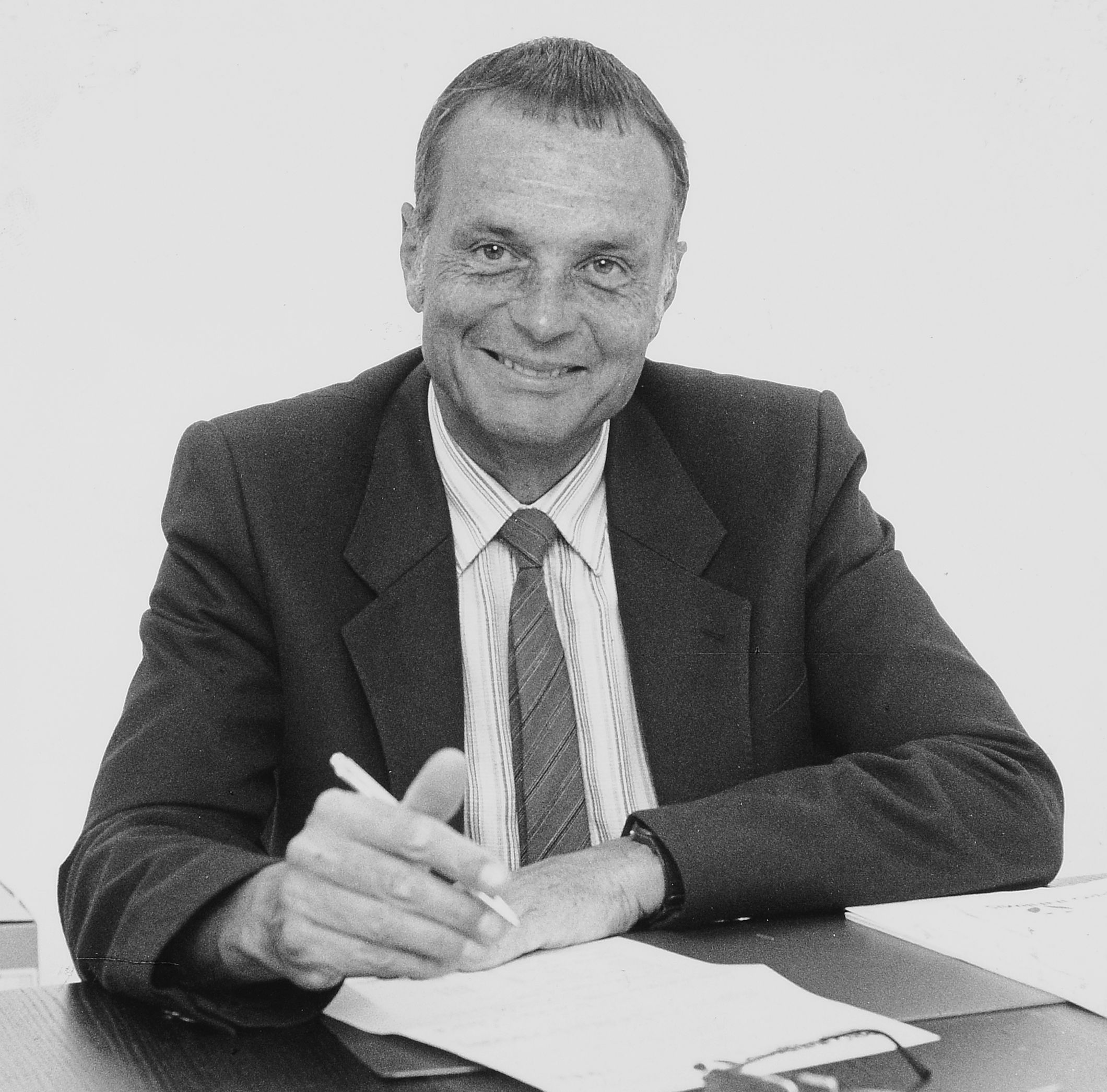
Walter Biel (1987)

Walter E. Biel (* 20. Juli 1933 in Pfaffenhoffen, Unterelsass; † 1. Februar 2024 in Basel) war ein Schweizer Politiker (LdU), Ökonom und Journalist. 

## Leben
Walter Biel studierte Wirtschaftswissenschaften in Basel und promovierte 1959. Danach stieg er als Wirtschaftsredaktor bei der Tat ein. Von 1971 bis 1977 führte er die von Gottlieb Duttweiler gegründete Tageszeitung als Chefredaktor sowie den Verlag und die Druckerei der Migros als Direktionspräsident.
Als die Migros die Tat 1977 zur Boulevardzeitung wandelte, mit Roger Schawinski als Chefredaktor, wechselte Biel zum Migros-Genossenschafts-Bund: Von 1977 bis 1991 war er Direktor für Wirtschaftspolitik, von 1987 bis 1995 Leiter der Hauptdirektion Personelles und Ausbildung. 
Von 1967 bis 1991 vertrat er den von der Migros finanzierten Landesring der Unabhängigen im Nationalrat. Als Kämpfer «ausserhalb des Machtkartells» setzte er sich in der Finanz- und der Wirtschaftskommission für einen Abbau der Defizite, die Abschaffung des Beamtenstatus und eine Reform des Sozialstaates ein. Ausserdem sass er als Spezialist für Wettbewerbsrecht von 1973 bis 1990 in der Kartellkommission und führte als Präsident von 1979 bis 1982 die Kommission zur Überprüfung von sechs umstrittenen Nationalstrassenstrecken.
Von 1978 bis 1985 war Biel Präsident des LdU Schweiz, konnte den Niedergang des «wichtigen Faktors zwischen rechts und links» aber nicht aufhalten. Er erlebte 2022 bei der Auflösung einer letzten Sektion im Aargau noch das Ende der Migros-Partei.